# Emmanuel Rollier
Pour les articles homonymes, voir Rollier (homonymie).
Emmanuel Benoît Rollier, ou Emmanuel Benedict Rollier (Saint-Amand, le 3 décembre 1769 - Willebroek, 23 mai 1851) est l'un des meneurs des Brigands lors de la Guerre des Paysans.

## Biographie
Son père, le saunier Pierre Jean Rollier, est un bailli et bourgmestre de l'Ancien Régime. Sa mère Maria Theresia Verhavert, sœur d'Andrianus Franciscus Verhavert d'Olbecke, donna naissance à 12 enfants dont Emmanuel Benedictus et son frère Julien Rollier également résistant et commandant les insurgés à St Amand, bourg situé au sud de Bornem. Sa maison de naissance fait partie du patrimoine immobilier et culturel de Flandre où une plaque commémorative a été apposée.